# Eutelsat 16C
Eutelsat 16C ist ein ehemaliger Fernsehsatellit der in Paris ansässigen European Telecommunications Satellite Organization (Eutelsat).
Der Satellit hatte ursprünglich die Bezeichnung SESAT 1. Er wurde 2000 vom Weltraumbahnhof Baikonur, Kasachstan, ins All befördert. Später wurde er auf die Orbitposition 16°° Ost verschoben, um den Totalausfall des Eutelsat W2 zu kompensieren. Dort diente er als Backupkapazität und für den Regelbetrieb zusammen mit dem altersschwachen Eurobird 16 (ehemals Atlantic Bird 4) und dem defekten Eutelsat W2M.
Am 1. März 2012 vereinheitlichte Eutelsat die Namen seiner Satelliten rund um den Markennamen.

## Empfang
Der Satellit konnte in Europa und im Nahen Osten empfangen werden. Die Übertragung erfolgt im Ku-Band.